# Gil Barragán
Gil Barragán Romero (Salcedo, provincia de Cotopaxi, 1924-Quito, 6 de octubre de 2018) fue un abogado y político ecuatoriano.

## Biografía
Realizó sus estudios secundarios en el Colegio Nacional Mejía. Luego se mudó a Guayaquil, donde trabajó como taquígrafo y mecanógrafo. Entró a estudiar leyes y se unió a la Federación de Estudiantes Universitarios del Ecuador (FEUE) y a la Alianza Democrática Ecuatoriana, que lo llevó a participar en 1944 en la revuelta La Gloriosa en que se derrocó al presidente Carlos Alberto Arroyo del Río.
Entre los cargos públicos que ocupó se cuentan secretario de la Gobernación de Guayas (durante las administraciones de Ernesto Jouvín y Enrique Baquerizo Valenzuela), subsecretario de Gobierno y presidente del Tribunal Electoral del Guayas.
En 1968 fue nombrado ministro de Previsión Social y Trabajo por el presidente José María Velasco Ibarra, eligiendo a Oswaldo Hurtado Larrea como su subsecretario. Sin embargo, renunció al cargo ocho meses más tarde luego de recibir críticas de miembros del partido Democracia Popular, al que Barragán pertenecía y del que había sido presidente un año antes.
En 1970 fue elegido diputado de Guayas, pero no pudo ocupar su curul debido a que el presidente Velasco Ibarra se proclamó dictador.
Para las elecciones legislativas de 1979 fue elegido diputado nacional en representación de la provincia de Pichincha por la Coalición Institucionalista Democrática (CID). Entre 1980 y 1981 ocupó la vicepresidencia de la Cámara de Representantes.
Durante la efímera presidencia de Rosalía Arteaga fue nombrado ministro de Gobierno, mostrándose firmemente en contra de la decisión del Congreso de nombrar a Fabián Alarcón como presidente interino de la república, siendo encargado de todos los ministerios, a excepción del de defensa, bienestar social y la cancillería.
En septiembre de 2005 fue posesionado como presidente del Fondo de Solidaridad por el presidente Alfredo Palacio, pero renunció 20 días después.